# 顕忠祠

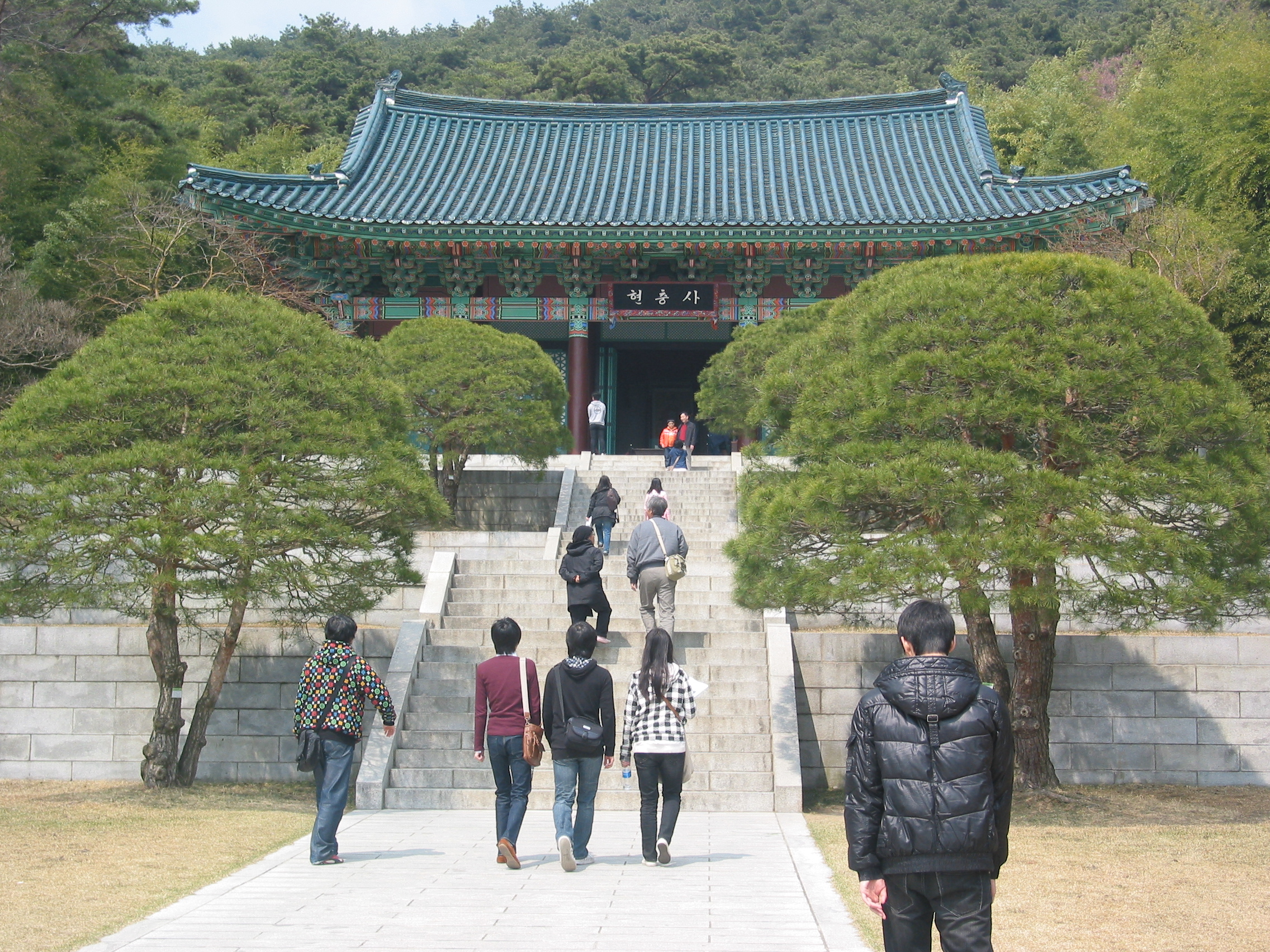
顕忠祠

顕忠祠（ヒョンチュンサ、朝: 현충사）は、大韓民国忠清南道牙山市塩峙邑（ヨムチウプ）白岩里（ペガムニ）にある李舜臣の祠堂である。1706年、粛宗によって建てられ、顕忠祠と名づけられた。内部には李舜臣の掛け軸や生涯を描いた十鏡図が保管されている。
併設されている遺物館には、韓国の国宝である宝物76号「乱中日記」や宝物326号長剣、李舜臣の暮らした家や弓道場、亀甲船の複製も展示されている。
境内にある1970年代に造成された池が、マスコミや国会国政監査などで日本式だと指摘されていたが、2014年11月15日に韓国文化財庁の顕忠祠管理所が、地が四角で天が丸いという「天円地方」という儒教的理念を反映した朝鮮時代の伝統様式である、方池型の四角い池に整備し直すことにしたと発表した。